# 金镇台
金镇台（韓語：김진태），大韓民國保守派政治人物，現任江原特別自治道知事。

## 生平
他以前是一名检察官。2012年至2020年担任韩国国民议会议员。2017年3月14日，金镇台宣布参选总统，但在黨內初選中不敵其他黨內選手。